# 坂井瑠星
坂井 瑠星（さかい りゅうせい、1997年（平成9年）5月31日 - ）は、日本中央競馬会（JRA）所属の騎手である。栗東トレーニングセンター・矢作芳人厩舎所属。マネジメントは山崎隆士（株式会社ザッキーファーム）。

## 来歴・人物
1997年（平成9年）、東京都出身。父は大井競馬の元騎手で調教師の坂井英光、叔父に笠松競馬の元騎手、坂井薫人という競馬一家で育つ。幼い頃から競馬が身近な存在で、小学生の頃、父親の影響で騎手を志す。中学時代の同級生には坂井より1年遅れて騎手デビューした川又賢治がいた。
2013年（平成25年）4月に騎手課程32期生として競馬学校に入学。矢作芳人厩舎の所属となるが、これは坂井の父が大井競馬の騎手であり、調教師の矢作の父である矢作和人も大井競馬場の調教師であったことも関係していた。また競馬学校時代には、目標とする騎手であるという福永祐一の付き人としても学んだ。2016年（平成28年）2月に競馬学校を卒業、同年度の騎手免許試験に合格。同期には荻野極、菊澤一樹、木幡巧也、藤田菜七子、森裕太朗がいる。
2016年3月、矢作芳人厩舎に所属し、3月5日の阪神競馬第3競走でビアンカリボンに騎乗しデビュー（14着）。同年4月2日の阪神競馬第4競走でグランプリアクセルに騎乗し初勝利を飾った。
初年度は4月17日の阪神競馬第3競走で4頭が絡む落馬事故に巻き込まれ、左第2肋骨骨折などの負傷で約1ヶ月騎乗出来ない時期があったものの、25勝を挙げ関西所属の新人騎手では最多勝となり、加えて騎乗停止がなかったことも評価され中央競馬関西放送記者クラブ賞を受賞するなどの活躍を見せた。
2017年11月16日よりオーストラリアでの自主研修を開始。翌2018年3月10日に初勝利、その後のレースでも勝利し、異国の地で1日2勝を挙げた。またこの時期に拠点をビクトリア州からアデレード（SA州）へと移している。
ドバイワールドカップミーティングの際にはドバイへ渡り、リアルスティールなどの追い切りを手伝った。
2018年5月にビザ更新の為、日本に一時帰国、5月16日から5月27日の間は日本で騎乗し東京競馬場で行われたオープン特別の欅ステークスを自身が所属する矢作厩舎のドリームキラリで勝利するなど5勝を挙げた。安土城ステークスでは同じく矢作厩舎のモズアスコットに騎乗、レースでは1番人気に推されるも出遅れてしまい、最後は鋭い末脚を見せたが2着に敗れた。なおこの1週間後、モズアスコットは連闘で挑んだ安田記念でクリストフ・ルメールを背に初GI勝利を挙げている。再びオーストラリアに戻った際に、アデレードのトップトレーナーであるライアン・バルフォー厩舎と専属契約を交わし、11月にオーストラリアを離れるまでバルフォー厩舎の主戦騎手として活躍した。同年10月20日、オーストラリアのコーフィールド競馬場で行われたコーフィールドカップでソールインパクトに騎乗し、これがGI初騎乗となる。日本の若手騎手が海外のGI競走でGI初騎乗を果たすのは極めて異例のことである。およそ1年オーストラリアで騎乗し、通算16勝の成績を残した。同年末に帰国。オーストラリアでの騎乗を終えた後は自主研修のためにアメリカと香港へ渡り、香港では香港国際競走へ出走するモズアスコットなどの追い切りを手伝った。帰国後の朝日杯フューチュリティステークスでコパノマーティンに騎乗し日本でのGI初騎乗も果たした。
2019年、フィリーズレビューをノーワンに騎乗して優勝 (プールヴィルとの1着同着)し重賞初優勝を挙げると、京都大賞典 (騎乗馬ドレッドノータス)、中日新聞杯(騎乗馬サトノガーネット)と重賞 (G2・G3)勝利を重ねる。同年12月14日、阪神2Rでスマートウィザードに騎乗し1着となり、現役95人目となるJRA通算100勝を達成した。
2020年には日本ダービーでサトノインプレッサに騎乗して同競走初騎乗となった(4着)。その後、7月8日のジャパンダートダービーをダノンファラオに騎乗して優勝し、GI級競走初優勝を挙げた。
2021年2月にはジャスティンでサウジアラビア・リヤドダートスプリントに出走して6着、そのままジャスティンとともにドバイゴールデンシャヒーンへと転戦。本番までおよそ1ヶ月の長期滞在となったドバイでは、シャルジャ競馬場で行われたアラブ種のレースに参戦したり、地元馬ポエッツプリンスでG3・アブダビチャンピオンシップに騎乗（8着）するなど、現地で騎乗経験を積んでいる。同年9月には凱旋門賞に挑戦するディープボンドの帯同馬であるエントシャイデンに騎乗するためフランスへ遠征。9月1日に同地で開業している日本人調教師・清水裕夫の管理馬フォールインラブに騎乗してエヴルー競馬場の一般戦で1着となり、フランスでの初勝利を挙げた。
2022年1月15日、中京5Rでショウナンハクラクに騎乗し1着となり、現役61人目となるJRA通算200勝を達成した 。3月にはバスラットレオンに騎乗してゴドルフィンマイルに勝利。海外重賞初制覇を果たす。10月、スタニングローズに騎乗して秋華賞に勝利。JRA・GI初制覇を果たす。12月には朝日杯FSをドルチェモアで制し、2022年内にJRAのGI2勝を挙げた。年間98勝で全国リーディング8位となり初のトップ10に入る。
2023年1月21日、中京11Rをキングエルメスで勝利し、現役54人目となるJRA通算300勝を3667戦目で達成した。2月、レモンポップに騎乗したフェブラリーステークスに勝利。自身のJRA・GI3勝目を果たすとともに、2023年最初のGIジョッキーとなった。同馬で10月の盛岡のマイルチャンピオンシップ南部杯と、12月はチャンピオンズカップで優勝し、GI通算6勝目（地方2勝含む）を挙げる。この勝利で年間勝利数自己最多の99勝目に到達した。翌週12月9日には阪神3R･2歳未勝利戦で、ペプチドシュチクに騎乗して勝利し、自身初のJRA年間100勝を達成。2023年度7人目の年間100勝騎手となり、最終的に年間107勝で全国リーディング7位となる。さらには自厩舎の2歳馬フォーエバーヤングでJBC2歳優駿と全日本2歳優駿を勝利する。12月23日には阪神7Rでアンジュフィールドに騎乗して1着となり、現役では46人目となるJRA通算400勝を4350戦目で達成した。通算300勝時と同じく自厩舎である矢作の管理馬による勝利であった。
2024年2月24日、サウジカップデーにてG3・サウジダービーをフォーエバーヤングで制した。同年3月24日、マッドクールに騎乗した高松宮記念に勝利。自身のJRAGI・5勝目を果たした。5月4日（現地時間）にはフォーエバーヤングでケンタッキーダービーに初騎乗。レースでは中団から脚を伸ばし、3着と健闘。日本人騎手として初めてケンタッキーダービーで3着内に入った。6月19日、浦和競馬場で行われた、本年からJpnIに昇格したさきたま杯でレモンポップに騎乗し勝利。GI級レース4勝目を挙げる。10月28日、東京4Rをタガノバビロンで1着となり、現役35人目のJRA通算500勝を4970戦目で達成した。
10月2日、大井競馬場で行われたジャパンダートクラシックにてフォーエバーヤングに騎乗し1着。旧ジャパンダートダービー時代を含め同レース2勝目を挙げる。
2025年2月22日、昨年に続きサウジカップデーにてネオムターフカップ（G2）をシンエンペラーで勝利すると、サウジカップ（G1）をフォーエバーヤングで勝利し海外G1初制覇。シンエンペラーとフォーエバーヤングはともに矢作調教師の管理、藤田晋オーナーの持ち馬である。
2025年8月9日、イギリスのアスコット競馬場で行われたドバイデューティフリー シャーガーカップに日本の岩田望来騎手とともにアジア選抜チームの一員として参加。アジア選抜チームの優勝に貢献した。

## 主な騎乗馬
※太字はGI・JpnI競走。
- ノーワン（2019年フィリーズレビュー）
- ドレッドノータス（2019年京都大賞典）
- サトノガーネット（2019年中日新聞杯）

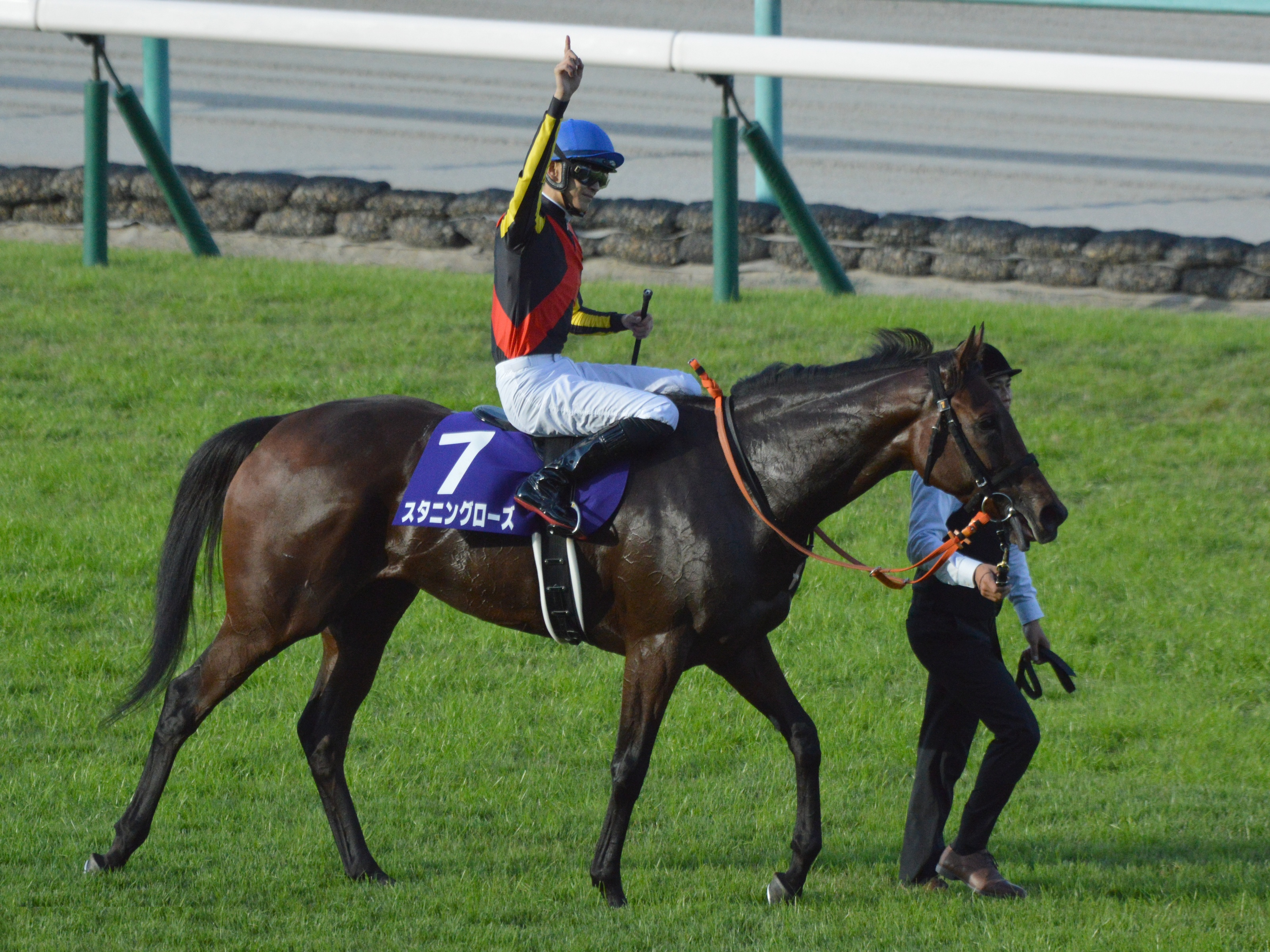
2022年秋華賞（騎乗馬スタニングローズ）

- ジャスティン（2020年東京スプリント、カペラステークス）
- ダノンファラオ（2020年ジャパンダートダービー）
- エイティーンガール（2020年キーンランドカップ）
- ユニコーンライオン（2021年鳴尾記念）
- スマッシャー（2021年ユニコーンステークス）
- キングエルメス（2021年京王杯2歳ステークス）
- バスラットレオン（2022年ゴドルフィンマイル、2023年1351ターフスプリント）
- スタニングローズ（2022年紫苑ステークス、秋華賞）[32]
- ラヴェル（2022年アルテミスステークス）[33]
- ドルチェモア（2022年朝日杯フューチュリティステークス）[34]
- レモンポップ（2023年フェブラリーステークス、マイルチャンピオンシップ南部杯、チャンピオンズカップ、2024年さきたま杯、マイルチャンピオンシップ南部杯、チャンピオンズカップ）[35]
- フォーエバーヤング（2023年JBC2歳優駿、全日本2歳優駿、2024年サウジダービー、UAEダービー、ジャパンダートクラシック、東京大賞典、2025年サウジカップ）[36]
- アンモシエラ（2024年ブルーバードカップ）[37]
- ウィリアムバローズ（2024年東海ステークス、日本テレビ盃）[38]
- メイショウタバル（2024年毎日杯）
- マッドクール（2024年高松宮記念）
- ランフォーヴァウ（2024年デイリー杯2歳ステークス）
- ハッピーマン（2024年兵庫ジュニアグランプリ）
- マスカレードボール（2025年共同通信杯）[39][40]
- シンエンペラー（2025年ネオムターフカップ）
- サンライズジパング（2025年名古屋グランプリ）
- キープカルム（2025年しらさぎステークス）

## 騎乗成績
|               | 日付           | 競馬場・開催     | 競走名                 | 馬名               | 頭数 | 人気 | 着順 |
| ------------- | -------------- | ---------------- | ---------------------- | ------------------ | ---- | ---- | ---- |
| 初騎乗        | 2016年3月5日   | 1回阪神3日3R     | 3歳新馬                | ビアンカリボン     | 16頭 | 8    | 14着 |
| 初勝利        | 2016年4月2日   | 2回阪神3日4R     | 3歳未勝利              | グランプリアクセル | 18頭 | 1    | 1着  |
| 重賞初騎乗    | 2016年8月21日  | 2回札幌2日11R    | 札幌記念               | レッドリヴェール   | 16頭 | 10   | 16着 |
| 重賞初勝利    | 2019年3月10日  | 3回中山5日11R    | フィリーズレビュー     | ノーワン           | 18頭 | 12   | 1着  |
| GI初騎乗      | 2018年10月20日 | コーフィールド8R | コーフィールドカップ   | ソールインパクト   | 20頭 | 10   | 14着 |
| 中央GI初騎乗  | 2018年12月16日 | 5回阪神6日11R    | 朝日杯FS               | コパノマーティン   | 15頭 | 15   | 11着 |
| GI/JpnI初勝利 | 2020年7月8日   | 6回大井3日11R    | ジャパンダートダービー | ダノンファラオ     | 13頭 | 6    | 1着  |
| 中央GI初勝利  | 2022年10月16日 | 4回阪神5日11R    | 秋華賞                 | スタニングローズ   | 16頭 | 3    | 1着  |

### 年度別成績
| 年度   | 1着 | 2着 | 3着 | 騎乗数 | 勝率 | 連対率 | 複勝率 | 表彰歴                                             |
| ------ | --- | --- | --- | ------ | ---- | ------ | ------ | -------------------------------------------------- |
| 2016年 | 25  | 27  | 26  | 472    | .053 | .110   | .165   | 中央競馬関西放送記者クラブ賞（関西所属騎手新人賞） |
| 2017年 | 36  | 36  | 31  | 569    | .063 | .127   | .181   | フェアプレー賞（関西）                             |
| 2018年 | 10  | 7   | 6   | 86     | .116 | .198   | .267   |                                                    |
| 2019年 | 30  | 36  | 45  | 525    | .057 | .126   | .211   |                                                    |
| 2020年 | 42  | 41  | 53  | 640    | .066 | .130   | .212   |                                                    |
| 2021年 | 53  | 39  | 51  | 541    | .098 | .170   | .264   | フェアプレー賞（関西）                             |
| 2022年 | 98  | 88  | 68  | 778    | .126 | .239   | .326   |                                                    |
| 2023年 | 107 | 89  | 76  | 754    | .142 | .260   | .361   |                                                    |
| 2024年 | 115 | 107 | 83  | 723    | .159 | .307   | .422   |                                                    |
| 2025年 | 20  | 12  | 15  | 124    | .161 | .258   | .379   |                                                    |
| 中央   | 536 | 482 | 454 | 5212   | .105 | .195   | .282   |                                                    |
| 地方   | 24  | 10  | 14  | 119    | .202 | .286   | .403   |                                                    |
| 海外   | 4   | 2   | 8   | 38     | .105 | .158   | .368   |                                                    |

通算勝利記録
- 通算100勝 2019年12月14日阪神2R 2歳未勝利・スマートウィザード[14]
- 通算200勝 2022年1月15日中京5R 3歳未勝利・ショウナンハクラク[19]
- 通算300勝 2023年1月21日中京11R 睦月ステークス・キングエルメス[21]
- 通算400勝 2023年12月23日阪神7R 3歳以上1勝クラス・アンジュフィールド[24]
- 通算500勝 2024年10月27日東京4R 2歳新馬・タガノバビロン[29]

（JRA騎手名鑑、ウマニティ、地方成績のウマニティより）

## 出演

### テレビ番組
- スポーツ×ヒューマン「ターフに輝く“一等星”へ 〜騎手・坂井瑠星〜」（2023年6月26日、NHK総合）